# Hipolit Korzeniowski

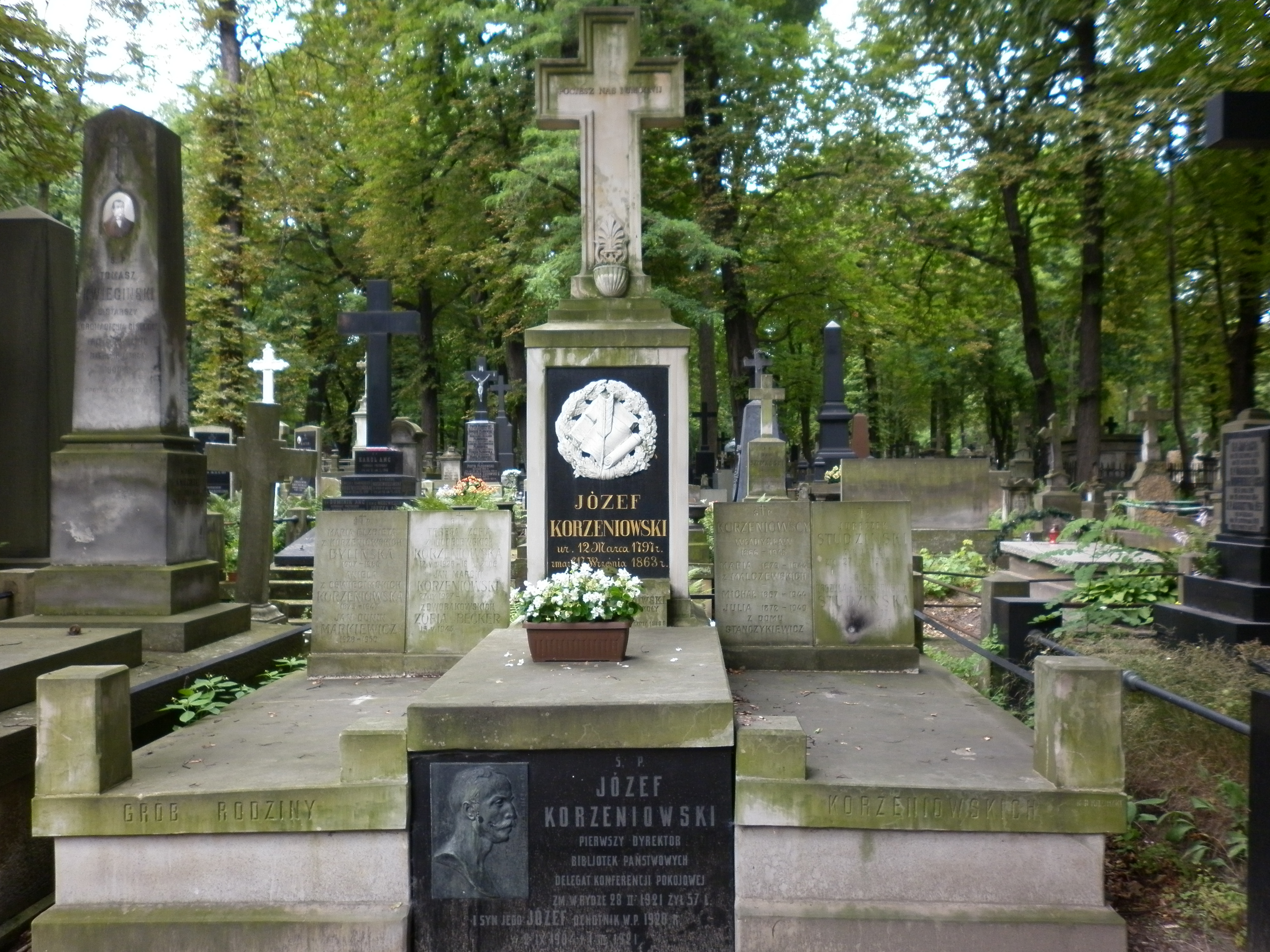
Grób Hipolita Korzeniowskiego na cmentarzu Powązkowskim

Hipolit Korzeniowski herbu Nałęcz (ur. 12 sierpnia 1827 w Krzemieńcu, zm. 20 stycznia 1879 w Petersburgu) – polski chirurg, syn pisarza Józefa Korzeniowskiego.

## Życiorys
Gimnazjum kończył w Charkowie, medycynę studiował w Charkowie i Petersburgu do 1850, a w latach 1851–1852 w Niemczech i we Francji. Osiadłszy w Warszawie, uzyskał stopień doktora medycyny od rady lekarskiej i został ordynatorem Szpitala Dzieciątka Jezus. Po otwarciu Akademii Medyko-Chirurgicznej w Warszawie został w 1858 docentem anatomii, następnie adiunktem kliniki chirurgicznej. W Szkole Głównej objął po śmierci Le Bruna katedrę kliniki chirurgicznej, którą zajmował (także po przekształceniu Szkoły Głównej w Uniwersytet Warszawski) do 1871, następnie objął katedrę w Akademii Medyko-Chirurgicznej w Petersburgu. Po wysłużeniu emerytury w 1878 wrócił do Warszawy i wykładał tu chirurgię polową dla lekarzy wojskowych. Jako chirurg niósł pomoc armii serbskiej w czasie wojny serbsko-tureckiej, następnie w tymże charakterze działał podczas wojny rosyjsko-tureckiej. Zmarł nagle w Petersburgu, dokąd udał się chwilowo. Pochowany został na warszawskich Powązkach kwatera 26 rząd 1.
Ogłosił: „O środkach stłumiających czucie i o ich wpływie na chirurgję” (Warszawa, 1856); „Anatomja ciała ludzkiego”, część I podług Hyrtla (Warszawa, 1859); „Wraczebnyj sputnik na pierewiazocznom punktie w łazaretach i gospitalach” (Petersburg i Moskwa., 1877). Z rozpraw wymieniane są: „Przyrząd gipsowy do złamań” i in. („Pamiętnik Towarzystwa Lekarskiego”, 1863); „Rak kości czołowej” („Klinika”, 1867); „Przepuklina pępkowa zaciśnięta, nowa modyfikacja w sposobie operacyjnym” („Klinika”, 1869); „Sprawozdania z czynności kliniki chirurgicznej” (1870). Był także współpracownikiem Encyklopedii Powszechnej Orgelbranda (większej).
Pochowano go na cmentarzu Powązkowskim (kwatera 26-1-13).